# Druga Ojczyzna (tomik Jerzego Lieberta)
Druga Ojczyzna – tomik wierszy polskiego poety Jerzego Lieberta, opublikowany nakładem wydawnictwa Wacław Czarski i S-ka w 1925. Zbiorek zawiera między innymi wiersze Druga Ojczyzna, Słowo, Do Anny, Morze i wino, Gołębie w kościele Św. Aleksandra, Koncha, perły i słowik, Muzyka poranna, Do młodzieńca z obrazu Maas'a, Pan Bóg i bąki, Zaloty, Jeziora górskie, Sonet, Miłość doskonała i Apostrofa. Utwory są napisane przy użyciu różnych miar wiersza, w większości trzynastozgłoskowca.